# Бриллиантовая бабочка
«Бриллиантовая бабочка» — евразийская кинопремия.

## О премии
Инициатором премии выступил Никита Михалков в 2022 году. В апреле 2025 года состоялась презентация премии в Москве в рамках Московского международного кинофестиваля. К ней присоединились такие страны, как Казахстан, Китай, Куба, Пакистан, Сирия, Турция и Узбекистан. В рамках Евразийской киноакадемии планируется провести мастер-классы, студенческие обмены, а также различные совместные проекты, позволяющие молодым кинодеятелям лучше узнать и понять друг друга. Первая церемония вручения премии назначена на 5 декабря 2025 года. Лауреаты премии за лучший фильм получат 1 миллион долларов, лауреаты остальных премий - по 250 тысяч долларов. 
Победителю премии будет вручаться статуэтка в виде золотой фигуры бабочки, украшенной драгоценными камнями. 

## Номинации
- Лучший фильм
- Лучший режиссер
- Лучший сценарий
- Лучший оператор
- Лучший композитор
- Лучший актер
- Лучшая актриса
- Лучший актер второго плана
- Лучший актриса второго плана
- Лучший художник
- Лучший фильм страны, не входящей в евразийское пространство[7]